# Poble Okanagan
El poble Okanagan, també escrit Okanogan, són uns amerindis natius americans de les First Nations que tradicionalment vivien al territori entre els Estats Units i el Canadà corresponent a l'estat de Washington i la Colúmbia Britànica. En el seu idioma ells mateixos reben el nom de ʔukʷnaʔqínx, formen part del grup lingüístic i etnològic de l'Interior Salish, els okanagan estan relacionats amb els Spokan, Sinixt, Nez Perce, Pend d'Oreilles, Shuswap i Nlaka'pamux que habiten la mateixa regió.

## Història
Quan el Tractat d'Oregon partí el Nord-oest del Pacífic el 1846, la part de la tribu en el Territori de Washington es reorganitzà sota el Cap Tonasket com a grup separat de la majoria dels Okanagans, que van romandre al Canadà.
El territori dels Okanagan era la conca del Llac Okanagan i el riu Okanagan, més el riu Similkameen a l'oest de la Vall Okanagan i algunes valls del riu Nicola. Les diverses comunitats Okanagan de la Colúmbia Britànica i Washington formen la Okanagan Nation Alliance.